# Oxford (Idaho)
Oxford – miasto w Stanach Zjednoczonych, w stanie Idaho, w hrabstwie Franklin. Jedna z najmniejszych miejscowości (43 osoby w 2023 r.) w stanie Idaho.